# Enok Runefors
Enok Amandus Runefors (i riksdagen kallad Runefors i Ruskemåla), född 1 november 1878 i Madesjö, död 22 april 1965 i Nybro, var en svensk lantbrukare och politiker (liberal, senare bondeförbundare).
Enok Runefors, som kom från en bondefamilj, var riksdagsledamot i andra kammaren för Kalmar läns södra valkrets 1912-1920 med undantag för urtima riksdagen 1914. I riksdagen var han bland annat suppleant i bevillningsutskottet 1913-1914 samt i konstitutionsutskottet från lagtima riksdagen 1918 och framåt. Han engagerade sig främst i jordbruksfrågor. Som riksdagsledamot för Frisinnade landsföreningen tillhörde han dess riksdagsparti Liberala samlingspartiet, men han övergick senare till Bondeförbundet. I riksdagen skrev han 16 egna motioner bland annat om krigsmakten, arbetstidens begränsning,  skatter och jordbrukets undervisningsfrågor, särskilt om lokaliseringen av lantbruksskolor.